# Christopher Pincher
Christopher John Pincher, né le 24 septembre 1969 à Walsall, est un homme politique britannique, membre du Parti conservateur. Il est député de Tamworth de 2010 à 2023, ministre d'État pour l'Europe et les Amériques de 2019 à 2020, ministre d'État au Logement de février 2020 à février 2022 et whip en chef adjoint du gouvernement en 2022.

## Jeunesse
Pincher est né à Walsall, et grandit à Wombourne, dans le Staffordshire. Il est membre du Parti conservateur depuis 1987 ayant été politisé par la Grève des mineurs britanniques de 1984-1985. Il est directeur adjoint du Conservative Collegiate Forum, puis président de l'association conservatrice d'Islington North. Aux élections générales de 1997, il se présente au Parlement pour le siège travailliste sûr nouvellement créé de Warley, à Sandwell et arrive second, avec 24% des voix.
Pincher est membre de la campagne de Iain Duncan Smith pour la direction du parti en 2001. Il n'est pas élu en 2005 lorsqu'il se présente pour la première fois pour Tamworth, gagnant 2,8% sur les travaillistes.

## Député
Pincher se présente à nouveau à Tamworth pour l'élection de 2010 gagnant le siège sur un swing de 9,5% et une majorité de 6 090 voix sur Brian Jenkins.
Pincher vote en faveur de la loi de 2013 sur le mariage (couples de même sexe), qui légalise le mariage homosexuel. Il fait campagne contre la construction de High Speed 2, qui est prévu dans la périphérie de Tamworth . Il défend les résidents des accusations selon lesquelles ils sont des « Nimbies » et qualifie l'analyse de rentabilisation HS2 de « très imparfaite ». En décembre 2010, il déclare que tout itinéraire via Mile Oak ou Hopwas n'était « tout simplement pas acceptable »
En 2011, il est membre du comité restreint spécial mis en place pour examiner le projet de loi qui est devenu la loi de 2011 sur les forces armées.
Lors de l'élection générale de 2015, Pincher est réélu avec une majorité accrue de 11 302 voix, avec 23 606 voix, 50,04% des suffrages exprimés.
Le 5 novembre 2017, Pincher quitte son poste de whip adjoint après que l'ancien rameur olympique et candidat conservateur Alex Story ait allégué que Pincher, neuf ans avant d'être député, lui avait fait des avances non désirées. Story déclare qu'il a été invité à venir dans l'appartement de Pincher, où Pincher lui a massé le cou en lui parlant de son « avenir dans le parti conservateur », avant de se changer en peignoir. Pincher déclare que « je ne reconnais ni les événements ni l'interprétation qui leur est faite » et que « si M. Story s'est déjà senti offensé par quelque chose que j'ai dit, je ne peux que lui présenter des excuses ». Le 23 décembre 2017, le comité d'enquête du Parti conservateur reconnait que Pincher n'avait pas enfreint le code de conduite.
Pincher rejoint le gouvernement britannique en janvier 2018 en tant que trésorier de la maison
Le Premier ministre Boris Johnson nomme Pincher au poste de ministre d'État pour l'Europe et les Amériques en juillet 2019. Lors du remaniement ministériel britannique de 2020, Pincher est nommé pour succéder à Esther McVey au poste de ministre d'État au Logement.
Le 29 juin 2022, il est accusé par deux hommes d'attouchements et de conduite inappropriée en état d'ébriété au Carlton Club de Piccadilly. L'affaire ayant été signalée au whip en chef, Chris Heaton-Harris, une enquête est menée et Pincher offre sa démission le 30 juin.
Il démissionne de son mandat de député le 7 septembre 2023.